# Debet och kredit (pjäs)
Debet och kredit är ett drama av August Strindberg, skrivet 1892 och utgivet följande år. Pjäsens urpremiär var egentligen planerad att vara på Dramaten samma år som det tillkom, men inträffade först år 1900 i Berlin, vilket berodde på Strindbergs rykte som skandalförfattare. Debet och kredit hör till en serie enaktare som Strindberg i rask takt producerade vid denna tid, och som kännetecknas av en naturalistisk stil och den tematik som brukar gå under namnet ”hjärnornas kamp”, det vill säga att karaktärerna försöker besegra varandra med psykologiska medel. Pjäsen handlar om en berömd doktor som när han återvänder hem möter fordringsägare. Titelns referens till de ekonomiska termerna debet och kredit behöver dock inte tolkas som enbart rörande pengar, utan lika gärna sociala och känslomässiga förhållanden.